# Wygoda (gmina)
Wygoda – dawna gmina wiejska w powiecie dolińskim województwa stanisławowskiego II Rzeczypospolitej. Siedzibą gminy była Wygoda.
Gminę utworzono 1 sierpnia 1934 r. w ramach reformy na podstawie ustawy scaleniowej z dotychczasowych gmin wiejskich: Debelówka, Jaworów, Kniażołuka, Mizuń Stary, Mizuń Nowy, Nowosielica, Pacyków (z Wygodą) i Turza Mała.
Po II wojnie światowej obszar gminy został odłączony od Polski i włączony do Ukraińskiej SRR.